# یاردام
یاردام (انگلیسی: Yardam) یک شهرک در شهرستان بوزدیاکسکی باشقیرستان کشور روسیه است.